# Молодан Жанна Михайлівна
Жанна Михайлівна Молодан (14 лютого 1940, тепер Дніпропетровська область — 14 жовтня 2021) — українська радянська діячка, новатор сільськогосподарського виробництва, ланкова колгоспу «Більшовик» Царичанського району Дніпропетровської області. Депутат Верховної Ради УРСР 7-го скликання.

## Біографія
Трудову діяльність розпочала в колгоспі відразу ж після закінчення школи. З 1960-х років — ланкова колгоспу «Більшовик» Царичанського району Дніпропетровської області. Член ВЛКСМ.
Закінчила заочно сільськогосподарський інститут.
Ланка Жанни Молодан у 1966 році зайняла перше місце в Царичанському районі по вирощуванню овочів і була нагороджена перехідним Червоним прапором.
Потім — на пенсії.

## Нагороди
- ордени
- медалі